# Dionizy Krzyczkowski (inżynier)
Dionizy Krzyczkowski (ur. 1861 w Łastowcach, zm. 19 lutego 1943) – polski inżynier architekt, nauczyciel.

## Życiorys

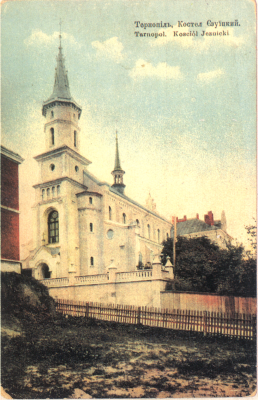
Kościół Jezuitów w Tarnopolu

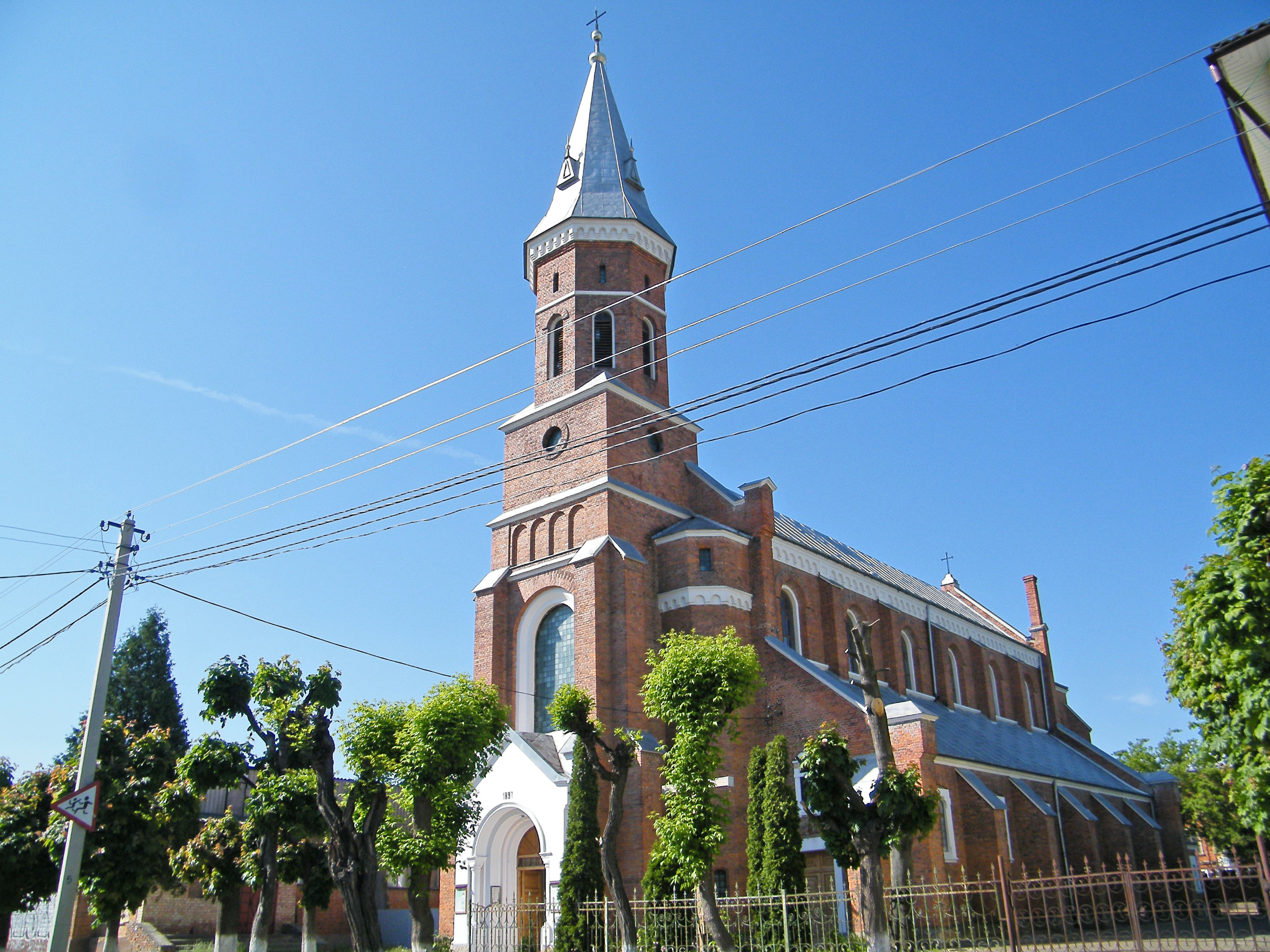
Kościół św. Ignacego Loyoli w Kołomyi

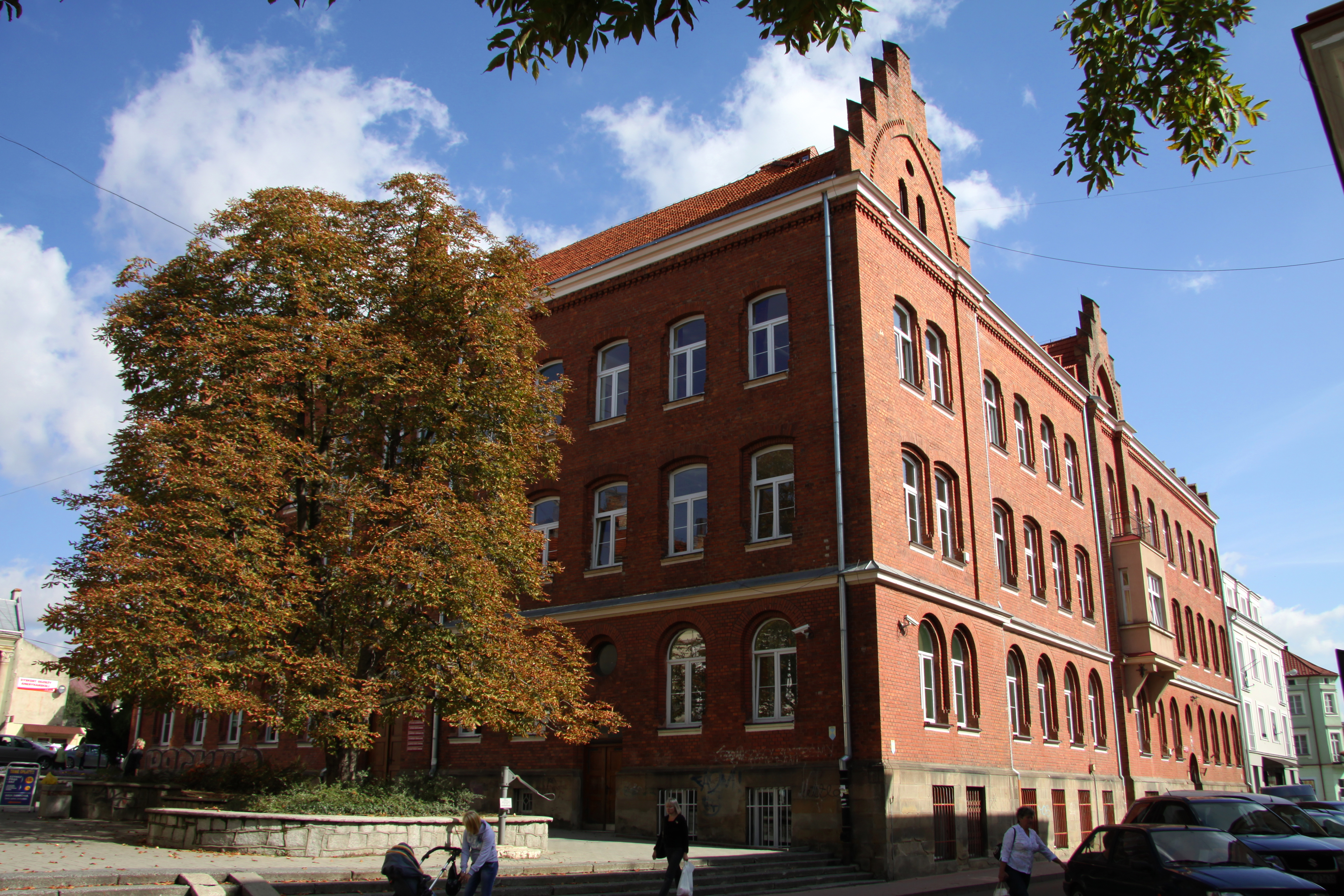
Gmach byłej Szkoły Wydziałowej Męskiej w Jaśle

Był inżynierem architektem we Lwowie. W okresie zaboru austriackiego w ramach autonomii galicyjskiej na przełomie XIX i XX wieku pracował jako nauczyciel w C.K. Państwowej Szkole Przemysłowej we Lwowie. Mieszkał we Lwowie w okresie II RP. Działał w Polskim Towarzystwie Politechnicznym we Lwowie, którego był członkiem zwyczajnym, sekretarzem od 1904 do 1905, członkiem wydziału przez 26 lat do 1936, administratorem domu, członkiem honorowym. Działał w Kole Architektów Polskich we Lwowie, zasiadając w zarządzie i pełniąc funkcję skarbnika.
2 maja 1923 został odznaczony Krzyżem Kawalerskim Orderu Odrodzenia Polski „za wieloletnią i owocną pracę zawodową”.
Zmarł 19 lutego 1943 w wieku 82 lat. Został pochowany na cmentarzu Powązkowskim w Warszawie (kwatera 137-6-7). Jego żoną była Julia (zm. 1945).

## Projekty
Według projektów Dionizego Krzyczkowskiego powstały:
- Lwów:
  - willa, w której umieszczono pawilon piśmiennictwa na Powszechnej Wystawie Krajowej we Lwowie w 1894 (współtwórca: Włodzimierz Podborecki)[10],
  - Dom Towarzystwa Pedagogicznego we Lwowie[11].
- Kościół św. Ignacego Loyoli w Kołomyi (1897)[12].
- Kościół Jezuitów w Tarnopolu (budowany od 1898)[13][14]
- Plan wieży, frontonu i sklepień w ramach przebudowy kościoła św. Stanisława Biskupa w Łańcucie (lata 1896-1900, działa w nim parafia pod tym wezwaniem)[15][16][17]
- Jasło:
  - gmach Szkoły Wydziałowej Żeńskiej (budowany od 1903, obecnie przy ulicy Koralewskiego)[18],
  - gmach Szkoły Wydziałowej Męskiej (poświęcony 20 października 1906, obecnie Zespół Szkół nr 4 przy ulicy Sokoła 6)[19].

## Publikacje
- Materiały budowlane (1916)
- Budownictwo. Wykład popularny zasad konstrukcyj budowlanych dla budowniczych, majstrów, przedsiębiorców budowlanych i samouków (1932)[20]